# Дембовский, Тадеуш
Тадеуш Дембовский (пол. Tadeusz Dembowski; 1738 — 15 апреля 1809) — польский государственный деятель, министр доходов и казначейства Герцогства Варшавского.

## Биография
Родился в 1738 году. Выходец из шляхетского рода Дембовских герба Елита. В 1788 году был членом Военной комиссии Речи Посполитой. В 1792 году был гражданским комиссаров в Военной комиссии от Великопольское воеводство.
Поддерживал Восстание Костюшко. В конце 1806 года, когда французские войска после поражения Пруссии вошли на территорию Польши, одним из первых перешёл на сторону французов.
В конце 1807 года престарелый Дембовский был назначен министром доходов и казначейства Герцогства Варшавского.
Скончался весной 1809 года, находясь в должности.